# Hyalochlora
Hyalochlora là một chi bướm đêm thuộc họ Geometridae.